# Maimie McCoy
Maimie McCoy (Northallerton, 21 aprile 1979) è un'attrice britannica.
È nota per il ruolo di Milady de Winter nella serie televisiva inglese The Musketeers.

## Biografia
La McCoy è nata nello Yorkshire, dove ha frequentato la Stokesley School. Inizialmente una ballerina, ha poi studiato spettacolo alla London Metropolitan University, diplomandosi nel 2001.

## Carriera
Maimie McCoy ha partecipato a episodi di Doctors, Metropolitan Police, Waking the Dead e Taggart. È apparsa nella serie televisiva Personal Affairs come Nicole Palmerston-Amory, una "divoratrice di uomini", che preferisce i soldi all'amore. Per il suo primo ruolo principale venne candidata quale miglior attrice non protagonista ai TV Quick Award.
Nel dicembre del 2012, la McCoy ha interpretato la giovane Joyce Hatto nella produzione della BBC Loving Miss Hatto, un dramma scritto da Victoria Wood.
Nell'aprile 2013 appare nel terzo episodio della serie televisiva Il giovane ispettore Morse, interpretando Alice Vexin. 
Dal 2014 al 2016 fa parte del cast di The Musketeers, dove interpreta il ruolo di Milady de Winter. Dal 2020 è protagonista nella serie poliziesca Van der Valk.

## Vita privata
È fidanzata con l'attore James Buller.

## Filmografia

### Cinema
- The Libertine, regia di Laurence Dunmore (2004)
- Minotauro (Minotaur), regia di Jonathan English (2006)
- The Boat People, regia di Rob Curry (2007)
- Set Fire to the Stars, regia di Andy Goddard (2014)

### Televisione
- Doctors – serial TV, 2 puntate (2002-2010)
- Waking the Dead – serie TV, episodi 4x05-4x06 (2004)
- Top Buzzer – serie TV, 7 episodi (2004)
- Taggart – serie TV, episodio 22x09 (2006)
- Metropolitan Police – serie TV, episodio 22x41 (2006)
- Little Devil – miniserie TV, 1 puntata (2007)
- Personal Affairs – miniserie TV, 5 puntate (2009)
- Disperatamente romantici (Desperate Romantics) – serie TV, episodi 1x01-1x02 (2009)
- Loving Miss Hatto, regia di Aisling Walsh – film TV (2012)
- Il giovane ispettore Morse (Endeavour) – serie TV, episodio 1x03 (2013)
- The Last Witch, regia di Robin Sheppard – film TV (2013)
- The Musketeers – serie TV, 19 episodi (2014-2016)
- DCI Banks – serie TV, 5 episodi (2016)
- Agatha Raisin – serie TV, episodio 2x02 (2018)
- London Kills – serie TV, 3 episodi (2019)
- Van der Valk – serie TV (2020-in corso)
- Creature grandi e piccole - Un veterinario di provincia (All Creatures Great and Small) – serie TV, 3 episodi (2020)
- L'ispettore Barnaby (Midsomer Murders) – serie TV, episodio 22x01 (2021)